# Honda Civic (2011)
La nona generazione di Honda Civic viene prodotta dalla casa automobilistica giapponese Honda a partire dal 2011 e viene introdotta sul mercato europeo (nella sua versione specifica) a partire dalla fine dello stesso anno.

## Storia e profilo

### Genesi

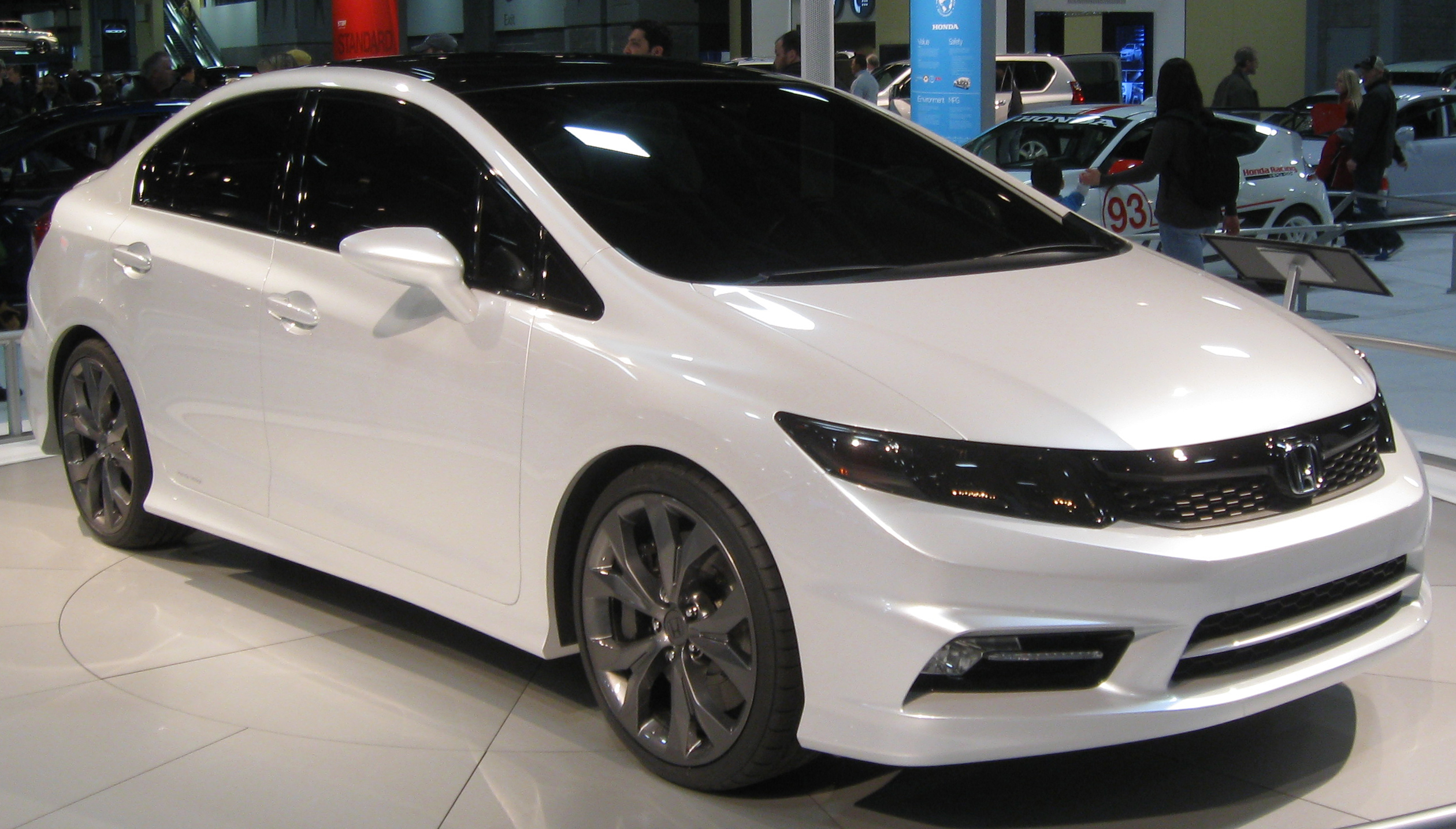
Honda Civic concept sedan

La genesi della nona generazione del modello Civic è avvenuta in un periodo estremamente delicato per il marchio Honda, in piena crisi economica di fine anni 2000: l'azienda giapponese infatti per arginare le perdite in questo periodo ha dovuto più volte rimandare un modello quasi "storico" nonché di estrema importanza come l'erede della NSX, più volte anticipata sotto forma di prototipo, ha cancellato i piani per l'erede del modello S2000 e nella gamma della Civic ha abbandonato la soluzione della carrozzeria a tre porte ritenuta poco redditizia in termini di guadagni e poco gradita da parte del pubblico europeo in termini di risultati commerciali.

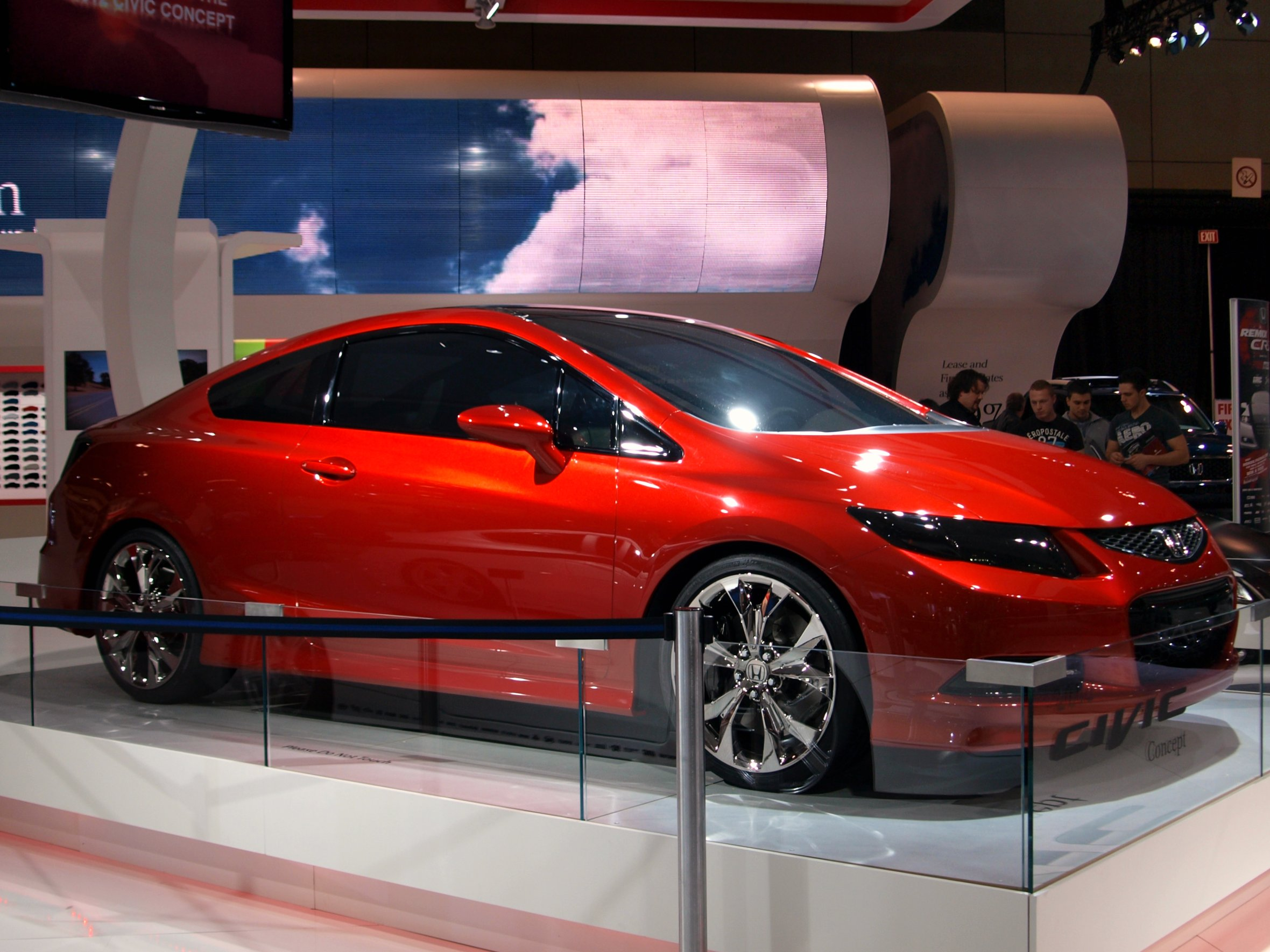
Honda Civic Si concept

La Civic di nona generazione quindi si ritrova a offrire una variante in meno che per molti appassionati è ritenuta quella dalla vocazione più sportiva. Inoltre la casa decide di non proporre più la vettura sul mercato domestico (ovvero quello giapponese) e sospende temporaneamente anche i piani per la versione più sportiva: la Type R.
Inizialmente la progettazione del nuovo modello e la filosofia progettuale ricalca quella dell'ottava generazione ovvero offrire una Civic diversa per ogni continente in modo da poter andar maggiormente incontro alle varie esigenze della clientela; il progetto si basa su una piattaforma derivata da quella della precedente generazione ma con retrotreno riprogettato, anche il design delle varie versioni (sia europee che asiatiche o americane) è frutto di un'evoluzione stilistica della precedente serie.
Il rilancio parte dagli Stati Uniti, infatti il 13 dicembre del 2010 la filiale americana diffonde i primi teaser via web dei prototipi con carrozzeria berlina 4 porte e coupé. Successivamente, al salone dell'automobile di Detroit, nel gennaio del 2011 la casa presenta i prototipi Civic concept sedan e Civic Si concept coupé ovvero i prototipi semi-definitivi che anticipano l'aspetto della nona generazione destinata al mercato americano.

### Debutto

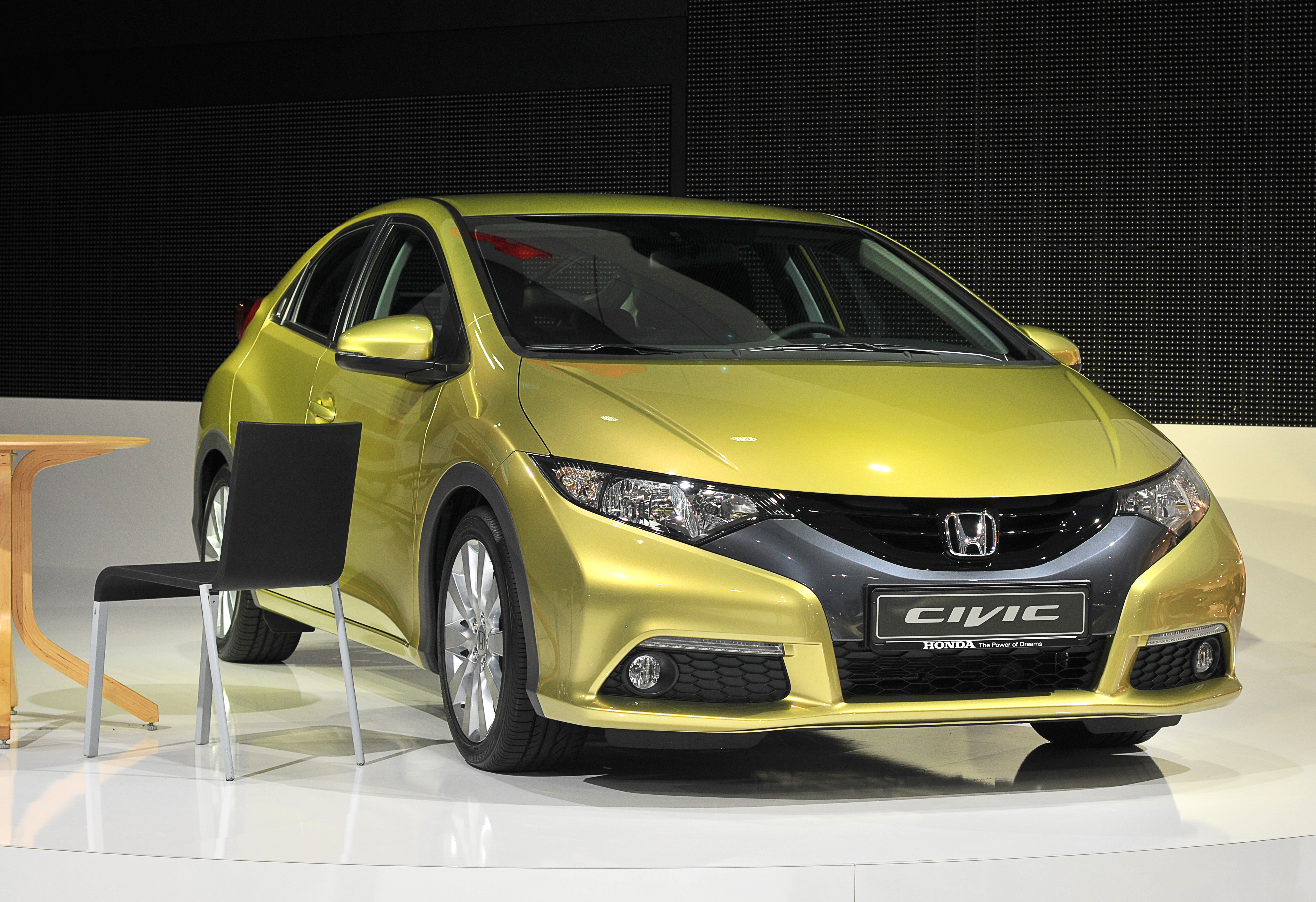
Il modello europeo presentato a Francoforte nel settembre 2011

A distanza di un mese e mezzo dal salone di Detroit, nel fine febbraio 2011 la Honda svela la nona generazione della Civic riservata al mercato nordamericano; la casa presenta le versioni con carrozzeria berlina tre volumi a quattro porte e la versione coupé due porte oltre alla classica Civic Hybrid rinnovata. Il rilancio del modello parte proprio dal mercato nordamericano uscito dalla crisi e dai volumi in crescita.

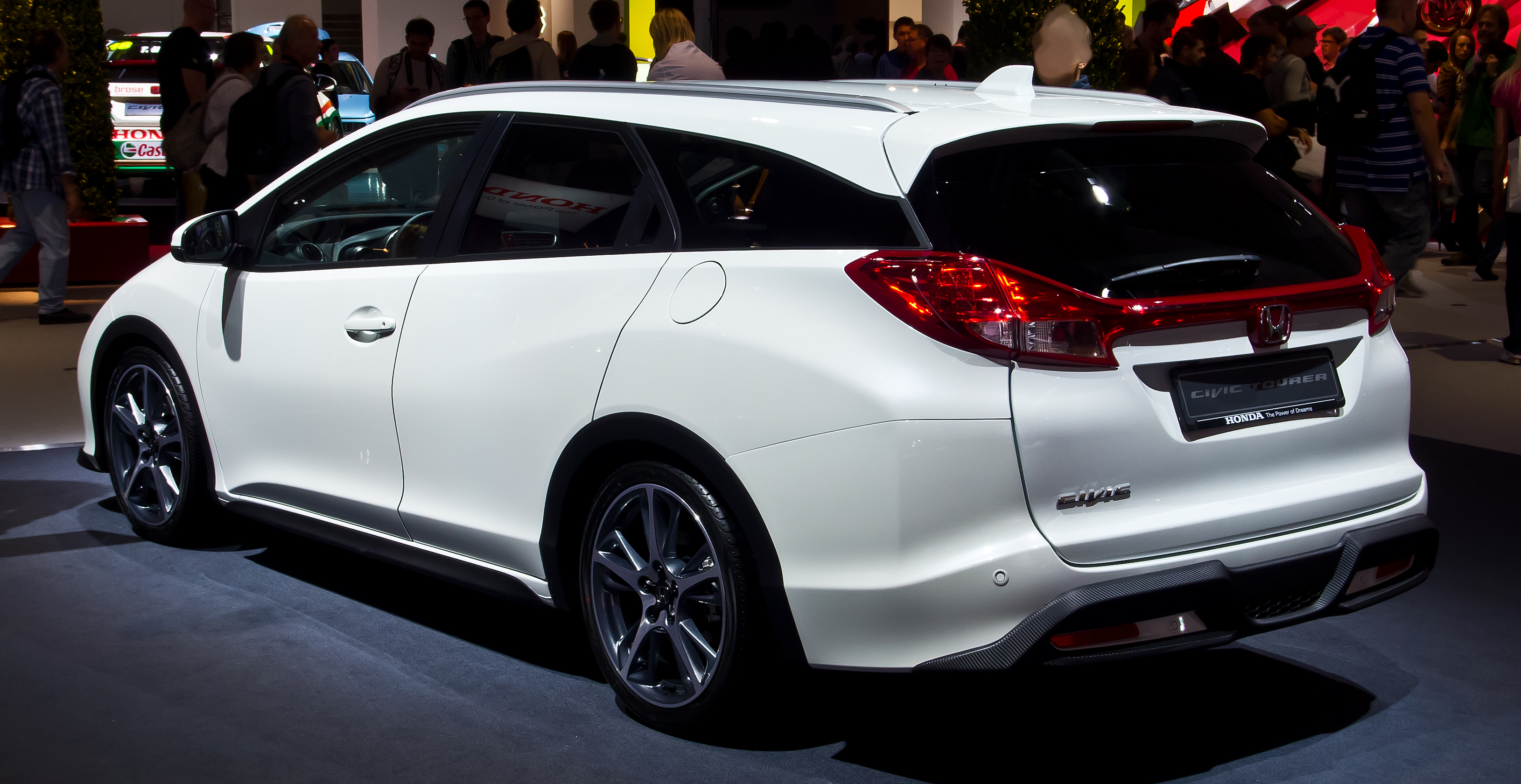
Honda Civic Tourer a Francoforte

Il modello europeo proposto inizialmente solo con carrozzeria 5 porte viene svelato al Salone dell'automobile di Francoforte nel settembre del 2011 per entrare in vendita nel Regno Unito da metà novembre e in tutta Europa dal primo trimestre del 2012. Le vendite nel Regno Unito sono partite leggermente in anticipo rispetto ai restanti paesi europei perché il modello viene prodotto presso lo stabilimento inglese di Swindon.
Nel 2012 viene presentata la versione berlina, basata sul modello americano ma prodotta in Turchia e venduta solo in alcuni mercati europei. Al salone di Francoforte 2013, nel mese di settembre, la Honda annuncia la presentazione della Civic Tourer, variante con carrozzeria station wagon specifica per il mercato europeo; la casa inoltre ne svela l'aspetto definitivo pubblicando via web le prime immagini definitive del modello.

### Restyling del 2015

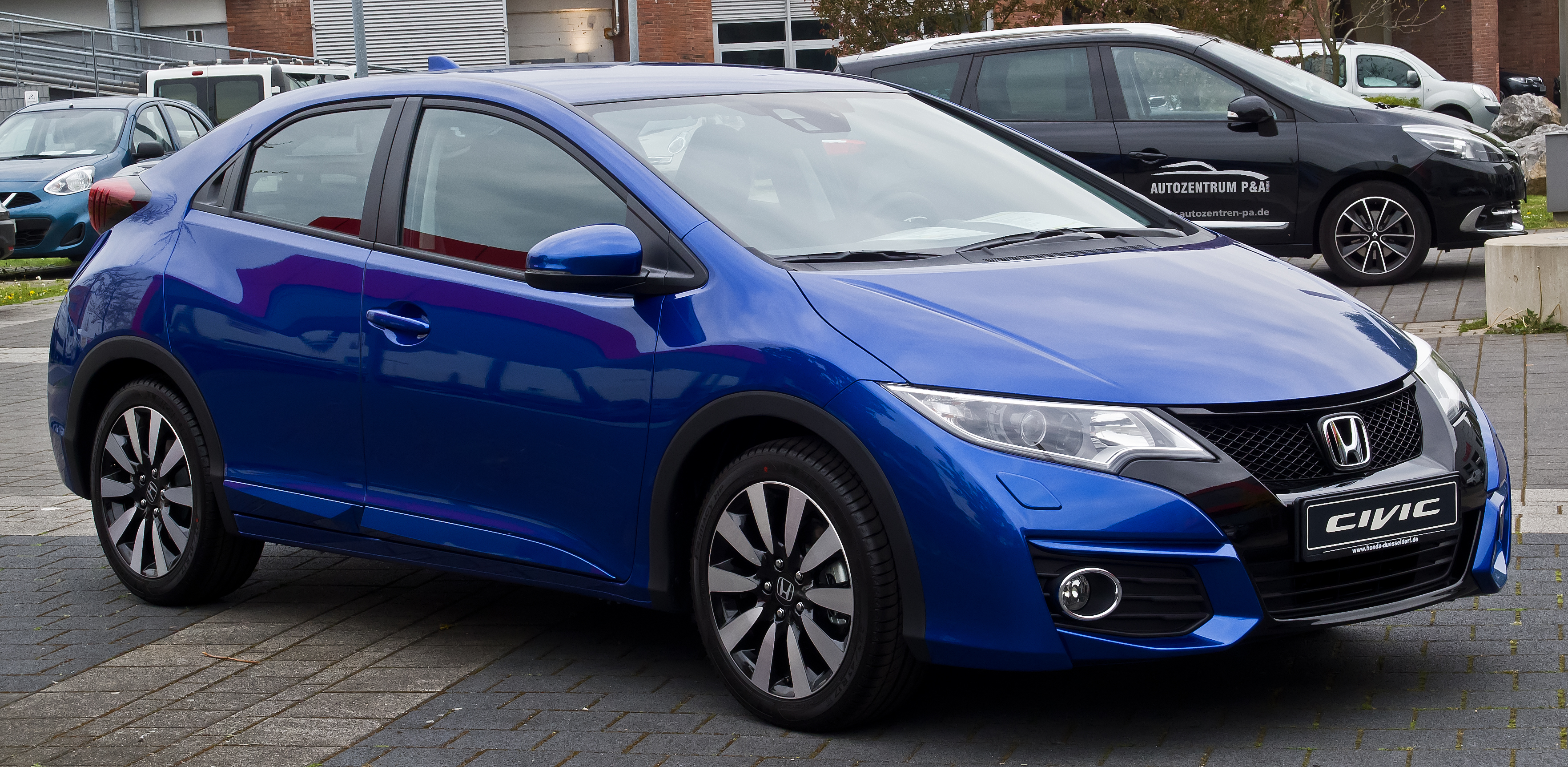
Honda Civic restyling 2015

Nel 2015 viene introdotto un restyling soprattutto estetico, che era stata già presentata nel mese di ottobre 2014 al Salone di Parigi. Il frontale si rinnova con dei nuovi fari con luci diurne a LED integrate e un nuovo disegno del paraurti mentre nella parte posteriore viene offerto uno spoiler di color nero, una nuova fanaleria LED e un paraurti di maggior carattere sportivo; inoltre sono stati introdotti nuovi rivestimenti per i sedili.

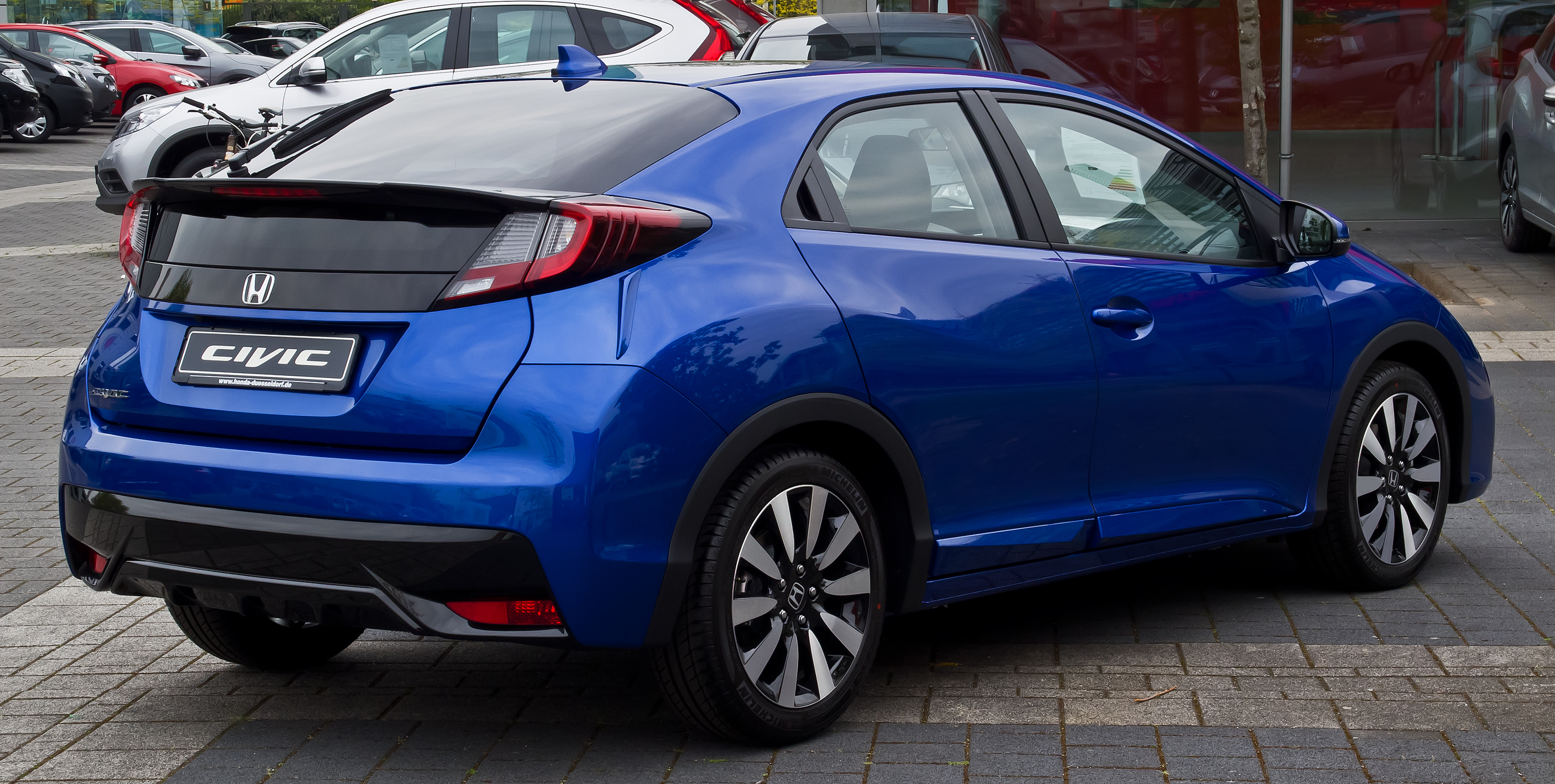
Vista posteriore

La Honda Civic viene offerta con un nuovo allestimento chiamato Sport che è possibile avere in combinazione con il motore a benzina 1,8 litri o diesel 1,6 litri, che richiama la più estrema Type R nell'estetica; Inoltre la griglia anteriore viene offerta a nido d'ape, i cerchi in lega sono offerti da 17 pollici e lo spoiler posteriore viene verniciato con lo stesso colore di tutta la carrozzeria.

### Civic Type R

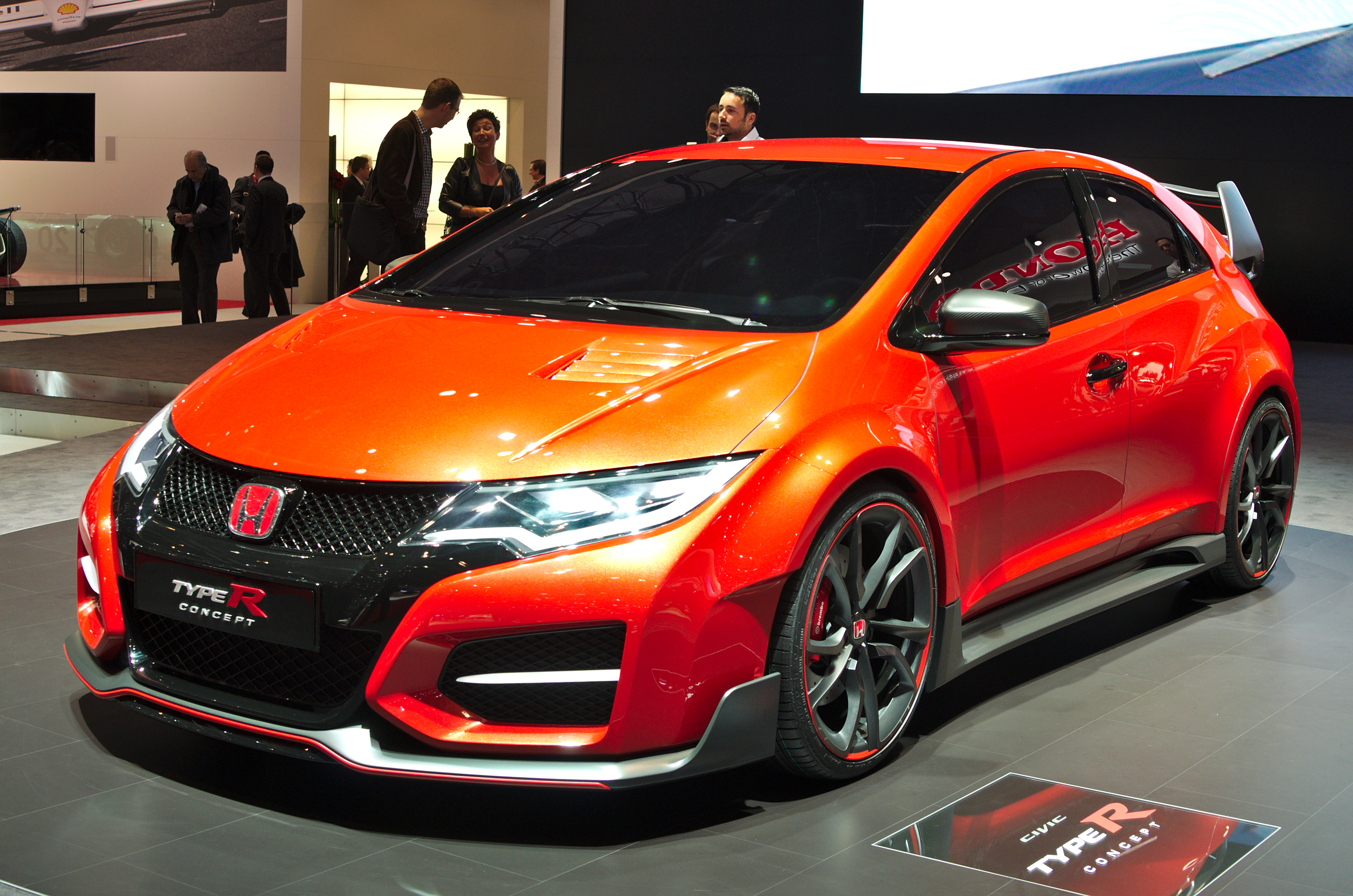
Il prototipo presentato a Ginevra

L'anteprima mondiale della nuova Honda Civic Type R ha avuto luogo al Salone di Ginevra nel marzo 2014. Verso la fine dell'anno 2015 ritorna sul mercato la versione sportiva della Civic dopo anni di assenza dal listino. La nuova Civic Type R, per la prima volta in assoluto su tale versione, adotta un motore turbo.
La Honda Civic Type R è alimentata da un motore (nome in codice K20C1) a iniezione diretta di 2.0 litri VTEC dotato di turbocompressore. La potenza massima è di 310 CV erogata a 6500 giri/min, con il limitatore posto a 7000 giri/min e una coppia massima di 400 Nm disponibile tra i 2500-4500 giri/min. Il motore è accoppiato a una trasmissione manuale a 6 marce e a un differenziale autobloccante LSD a slittamento limitato. La Type R poggia su ruote in lega da 19 pollici che calzano pneumatici con misura da 235/35 R19. La trazione è anteriore e, grazie a un peso contenuto in soli 1.382 kg, la Civic Type R ha una velocità massima di 270 km/h e ci vogliono 5,7 secondi per accelerare da 0-100 km/h.

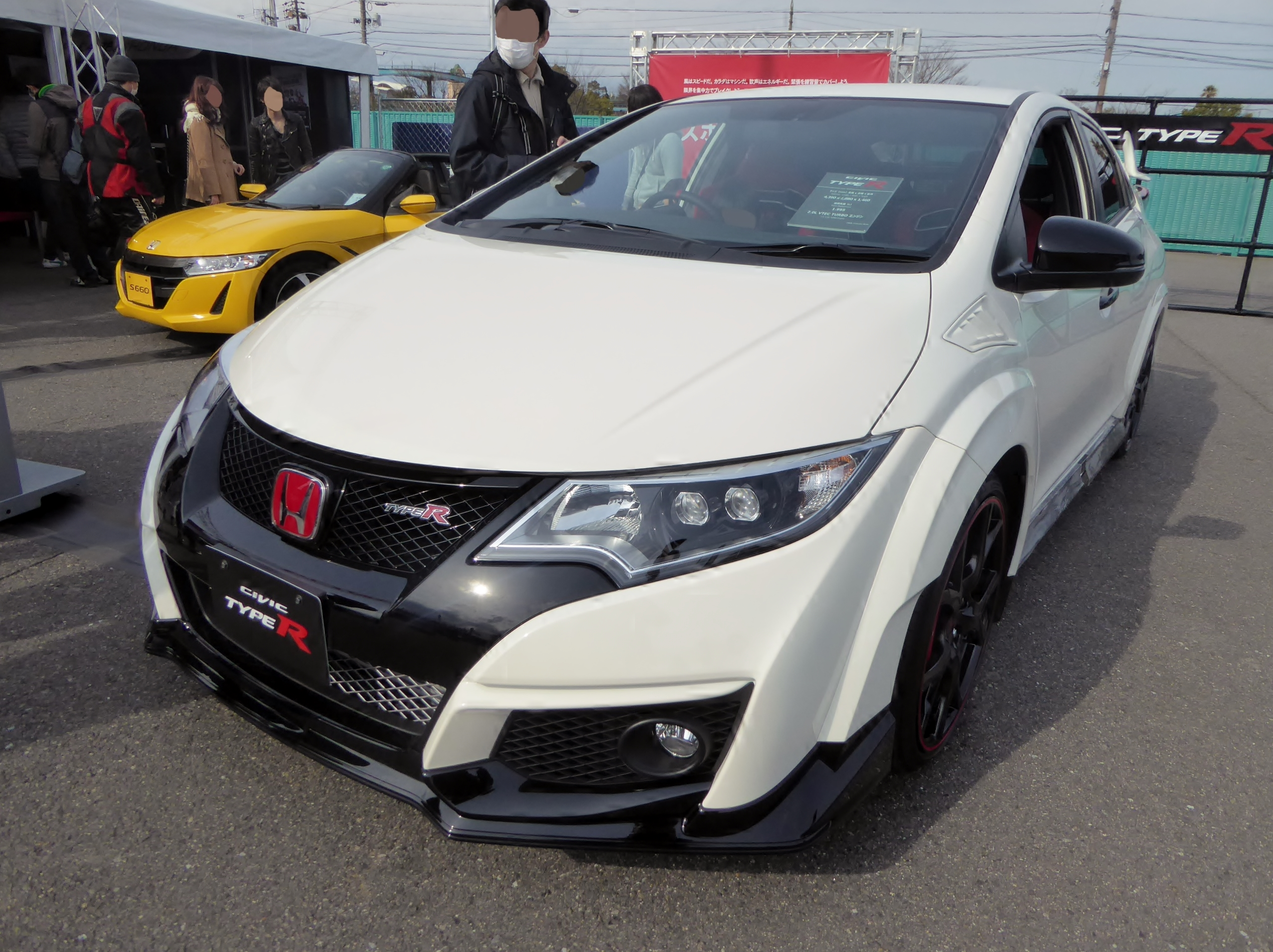
Anteriore di una Civic Type R

Nonostante sia classificata come una berlina sportiva, la capacità del bagagliaio non è compromessa. Con i sedili posteriori in uso, la Civic Type R ha 477 litri di capacità, mentre con i sedili posteriori abbattuti il volume del bagagliaio ha una capacità di 1.214 litri.
La Civic Type R è dotata di doppi airbag frontali, airbag laterali anteriori e a tendina laterali posteriori. Per ottenere le migliori prestazioni anche in frenata, la Type R è dotata di freni anteriori a 4 pistoncini della Brembo con dischi autoventilati forati da 350 mm e freni posteriori con dischi ventilati da 296 mm. Inoltre è dotata del sistema di frenata con antibloccaggio, ripartitore elettronico della forza frenante e Hill Start Assist per le partenze in salita.
Per la prima volta su una Type R debutta la modalità +R, attivabile premendo un tasto al lato del volante. In questa modalità, l'auto diventa più reattiva, rendendo meno invasivo il controllo di stabilità (VSA), cambiando la mappatura del motore che può sprigionare tutta la coppia disponibile anche a basse velocità, modificando lo sterzo che risulta meno assistito e più diretto e le sospensioni adattive a controllo elettronico vengono ulteriormente irrigidite del 30%.

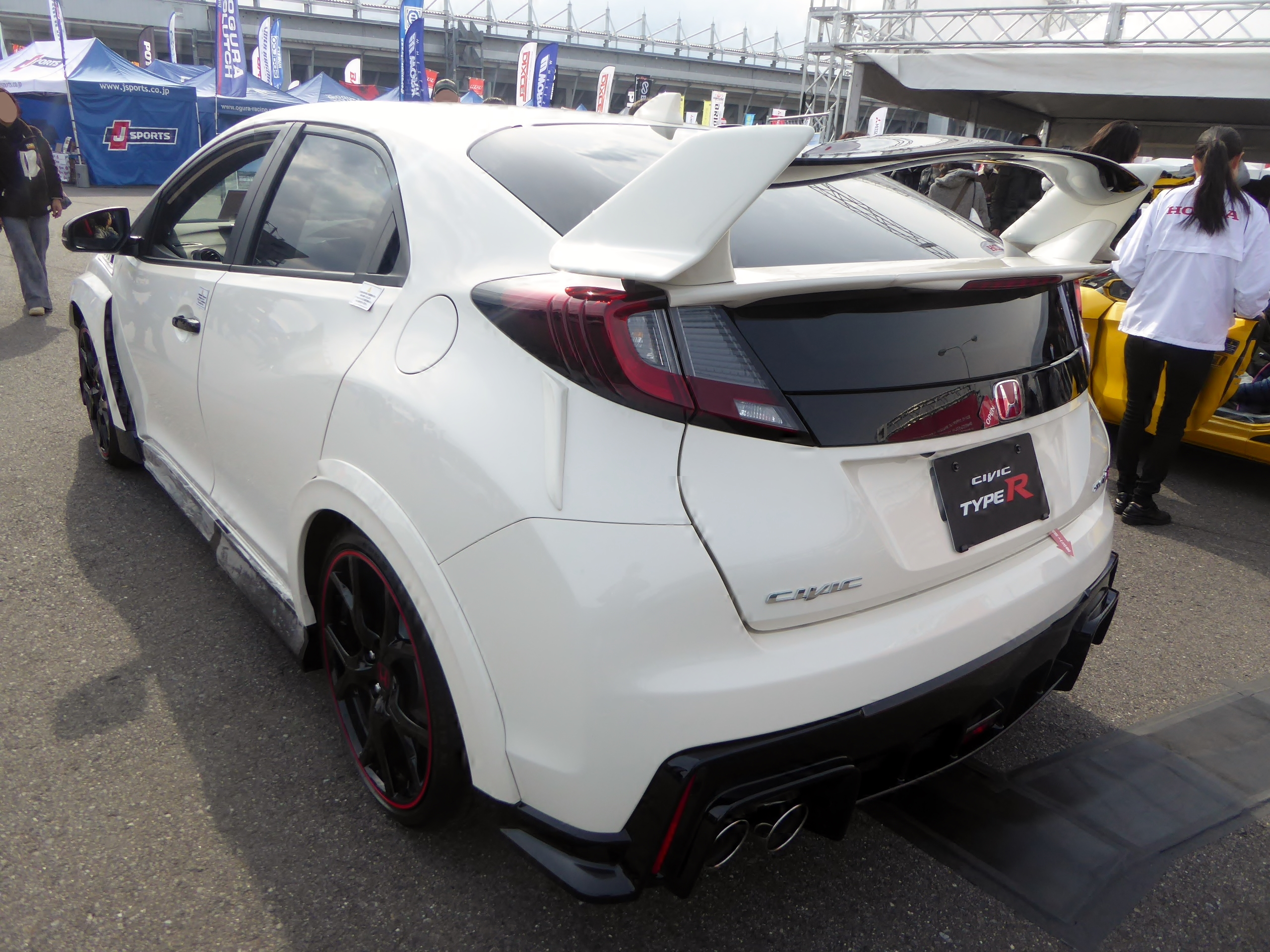
Posteriore di una Civic Type R

Nel marzo 2014 la Honda ha annunciato di aver battuto la Renault Megane 275 Trophy-R nel tempo sul giro al Nurburgring, diventando la vettura a trazione anteriore di serie più veloce. La nuova Honda Civic Type R ha registrato un tempo di 7:50.63, battendo la Renault di oltre tre secondi.

## Civic europea (EuDM)
La Civic europea si ispira alla precedente ottava serie in termini di design e di filosofia progettuale; da quest'ultima ne riprende anche parte dei componenti e dei motori. Con la nona serie di Civic quindi la Honda mantiene una certa continuità con la precedente versione, molto apprezzata dal pubblico soprattutto nella versione con carrozzeria 5 porte. A causa delle scarse richieste della 3 porte la nona serie non verrà più riproposta con questo tipo di carrozzeria. Per camuffare le portiere posteriori gli stilisti adottano la soluzione della maniglia "nascosta" nel montante (soluzione simile a quella lanciata dall'Alfa Romeo 147 e ripresa dalle successive Giulietta e Lancia Ypsilon del 2011). A capo del progetto della Civic europea vi è stato Mitsuru Kariya e tutto lo sviluppo è durato 4 anni utilizzando molti componenti della precedente serie completamente evoluti e rivisti: nel particolare è stata dedicata maggiore attenzione al comfort e alla riduzione delle emissioni nocive nonché a un miglioramento dell qualità generale della vettura per adeguarla ai nuovi standard europei.
Il design è più aerodinamico e filante, con un coefficiente aerodinamico di 0,27, numerosi elementi richiamano lo stile delle ali degli aeroplani, nel particolare il frontale presenta la nuova calandra a forma di Y che parte dal paraurti e si diffonde in altezza a livello dei fanali; l'elemento Y in contrasto rispetto al resto del frontale è di colore nero e solo su alcune versioni si può ordinare nella stessa tinta della carrozzeria. Il posteriore presenta uno spoiler di dimensioni maggiori ma al tempo stesso è stato progettato per aumentare la visibilità posteriore rispetto l'ottava generazione e nel complesso la vettura risulta più aerodinamica. L'abitacolo a cinque posti presenta la plancia sviluppata attorno al guidatore in pieno stile aeronautico con strumentazione su due livelli inoltre i principali comandi vengono disposti secondo un utilizzo più comodo e funzionale. L'accensione è a pulsante, viene introdotto il nuovo sistema di controllo multimediale i-MID che riporta tutte le principali informazioni riguardo l'auto e se presente riporta anche l'immagine della retrocamera posteriore. I poggiatesta sono attivi e le cinture di sicurezza possiedono 3 punti di allaccio con avvisatore acustico in caso non siano allacciate durante la guida. Sei gli airbag (frontali, laterali e per la testa a tendina anteriori e posteriori). Tra i dispositivi di sicurezza vengono introdotti il Cruise Control adattivo (ACC) che interviene automaticamente su acceleratore e freno e il sistema di frenata automatica in caso di urto (CMBS) che tramite un radar frontale rileva la presenza di un ostacolo segnalando al guidatore di frenare e intervenendo in caso di distrazione sul freno limitando i danni in caso d'impatto.
Il telaio di base è stato progettato da Kazuo Sunaoshi e prevede un'evoluzione della precedente struttura con retrotreno riprogettato che adotta sospensioni a ruote interconnesse da un ponte torcente con nuove boccole a riempimento fluido che incrementano il comfort e migliorano l'handling della vettura: la nuova struttura posteriore inoltre ha permesso di mantenere il sistema Magic Seats di sedili posteriori ripiegabili e alzabili in modo da poter trasportare oggetti si svariate misure. Le sospensioni anteriori invece mantengono il classico schema MacPherson a ruote indipendenti con barra stabilizzatrice.

### Varianti di carrozzeria

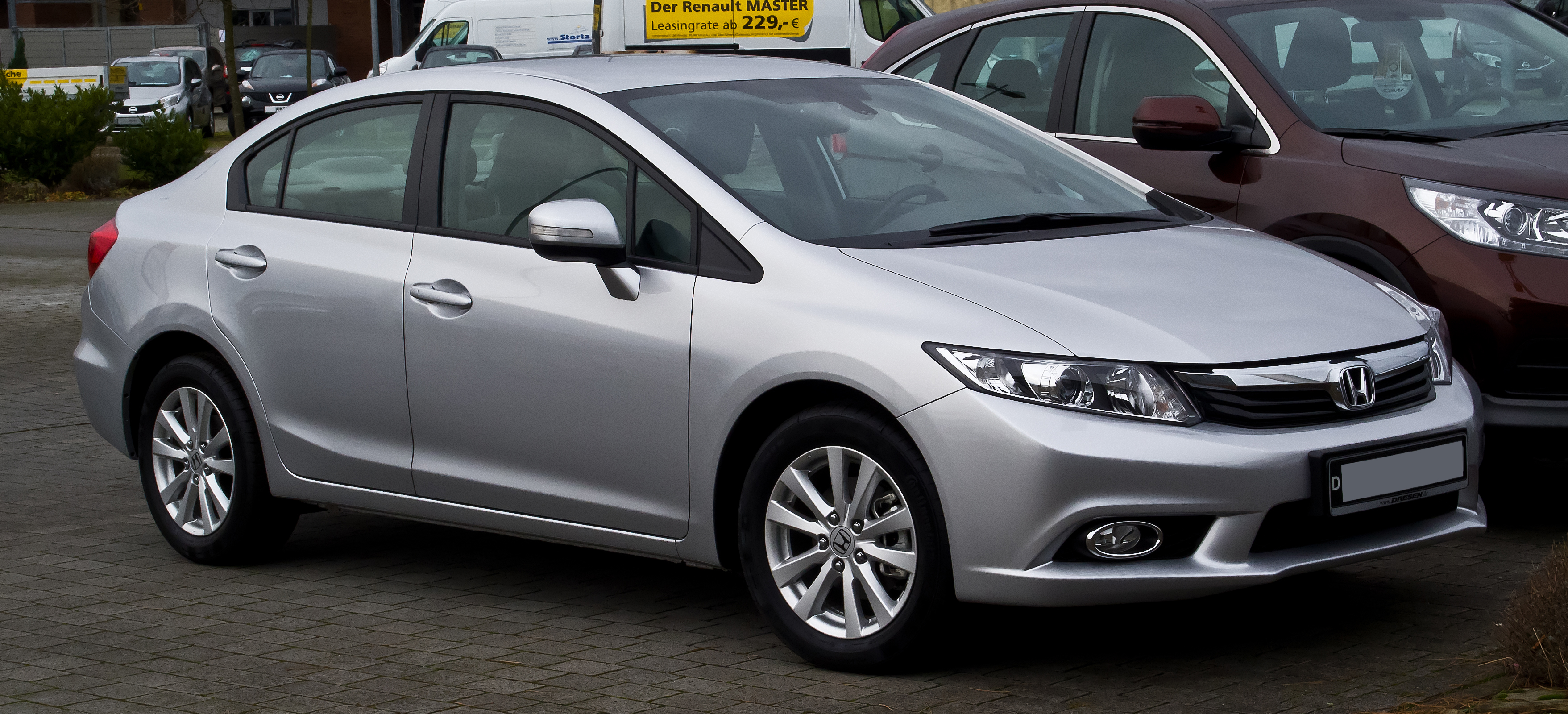
Honda Civic Sedan

Nel fine 2011 viene avviata la produzione della versione berlina 4 porte con carrozzeria tre volumi presso lo stabilimento di Honda di Gebze in Turchia: questa versione venduta solo in alcuni mercati europei (ma non in Italia) si basa sulla versione berlina (Sedan) americana riprendendone fedelmente l'impostazione stilistica e meccanica e prendendo le distanze dal modello europeo 5 porte prodotto in Inghilterra. 

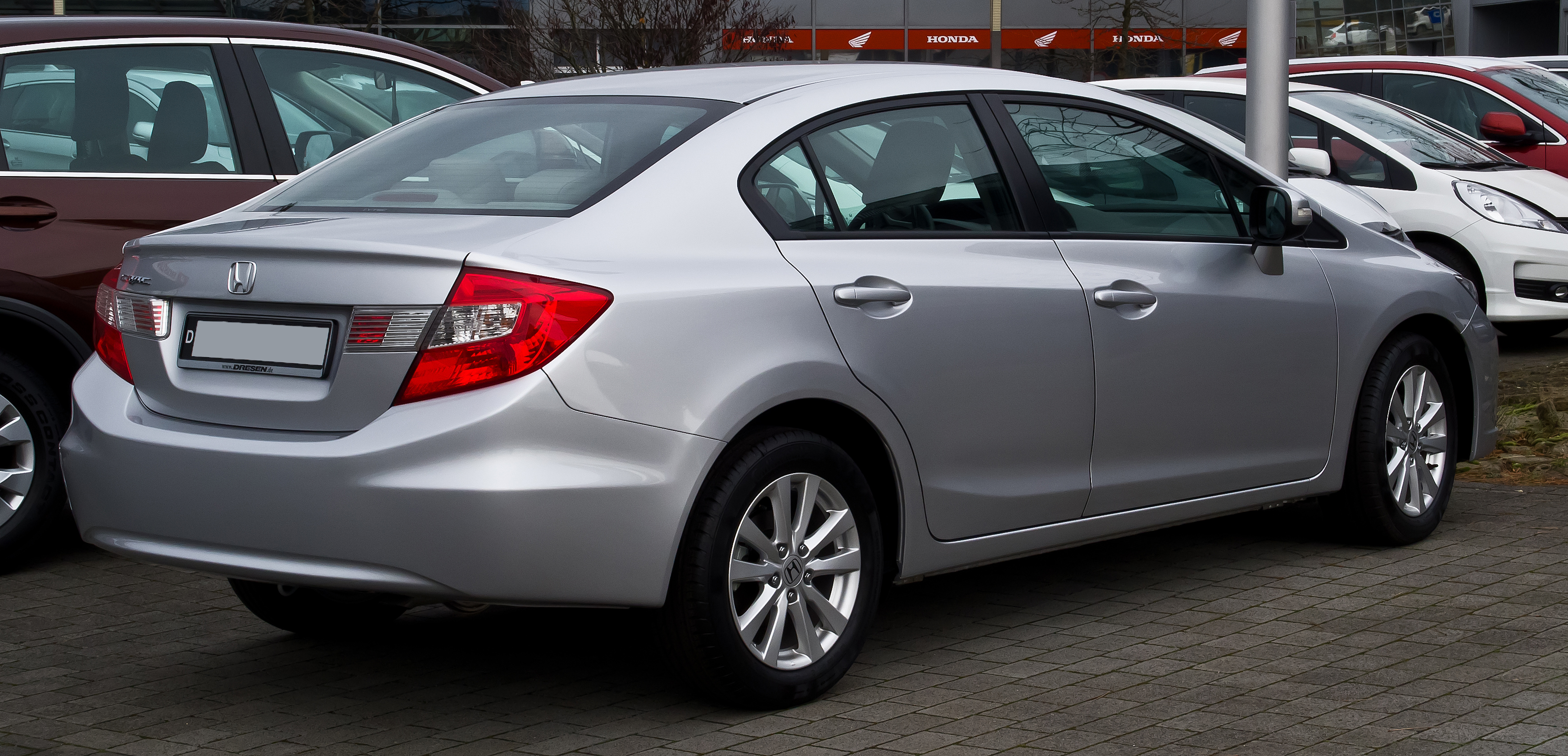
Vista posteriore

La Civic Sedan berlina infatti non condivide nemmeno un pannello della carrozzeria con il modello 5 porte, possiede uno stile tradizionale più classico e meno originale con una calandra cromata anteriore, i fari anteriori sono inediti e differenti rispetto l'omologa Civic Sedan americana, nella coda anche il portellone è stato ridisegnato; la plancia è simile alla versione 5 porte europea ma differisce per i materiali e per le rifiniture. Il livello di personalizzazioni è minore rispetto alla versione hatchback 5 porte, essendo la Civic berlina destinata a un pubblico più adulto. Le motorizzazioni a seconda dei mercati sono le stesse della versione 5 porte con l'aggiunta del 1.6 i-VTEC da 125 cavalli, il telaio possiede un'impostazione rivista con taratura delle sospensioni specifiche rispetto alla 5 porte. La versione berlina tre volumi viene venduta in Turchia dalla primavera 2012 e nel resto dell'Europa dall'estate dello stesso anno.
La versione iniziale della station wagon denominata Civic Tourer è invece lunga 4,53 metri, passata poi a 4,59 nel restyling anno 2015, rispettivamente 235 mm e 835mm in più rispetto alla versione 5 porte, il passo rimane invariato e dispone di un bagagliaio con capacità minima di 624 fino a un massimo di 1.668 litri con sedili posteriori ribaltati e piano di carico a due livelli con una botola posteriore della capacità di 117 litri. Stilisticamente la vettura possiede un tetto molto basso e slanciato con un lunotto piccolo e inclinato, restando fedele all'impostazione della Civic 5 porte europea, il vano di carico è stato ribassato fino alla soglia di 565 mm da terra. A livello di meccanica resta il Magic Seat system composto dal posizionamento del serbatoio sotto ai sedili anteriori in modo da ottenere una maggior modularità dei sedili posteriori e una maggior capacità di carico, le sospensioni posteriori, ma solo per le versioni top di gamma ADAS Lifetstyle, adottano il sistema di regolazione automatica con controllo elettronico in base alle condizioni di guida basato su tre programmi (Comfort, Normal e Dynamic), inoltre, a partire dalla versione 2015, è stata oggetto di un restyling estetico nella parte anteriorela e rivista nella taratura delle sospensioni, del servosterzo elettrico (regolato in modo specifico per le esigenze della clientela europea), nochè l'ottimmazione aerodinamica del sottoscocca.

### Motorizzazioni
La gamma motori della Civic europea è composta da tre propulsori a benzina (1.4 i-VTEC, 1.8 i-VTEC e il 2.0 i-VTEC Turbo per la versione Type R debuttante a fine 2015) e due turbodiesel (1.6 i-DTEC e 2.2 i-DTEC); tutti i motori sono dotati di sistema Stop&Start e del dispositivo Eco Assist che segnala al guidatore tramite il cambio di colore del tachimetro una guida efficiente o troppo sprecona di carburante. L'Eco Assist si disattiva tramite il pulsante EcON al lato sinistro della plancia.
| Modello               | Disponibilità | Motore                       | Cilindrata | Potenza         | Coppia Massima          | Emissioni CO2 (g/Km) | 0–100 km/h (secondi) | Velocità max (Km/h) | Consumo medio (Km/l) |
| --------------------- | ------------- | ---------------------------- | ---------- | --------------- | ----------------------- | -------------------- | -------------------- | ------------------- | -------------------- |
| 1.4 i-VTEC manuale    | dal debutto   | 4 cilindri in linea, Benzina | 1.339 cm³  | 74 kW (101 CV)  | 127 N·m @4.800 giri/min | 129                  | 13,4                 | 187                 | 18,5                 |
| 1.8 i-VTEC manuale    | dal debutto   | 4 cilindri in linea, Benzina | 1.799 cm³  | 104 kW (142 CV) | 174 N·m @4.300 giri/min | 137                  | 9,1                  | 215                 | 17,2                 |
| 1.8 i-VTEC automatica | dal debutto   | 4 cilindri in linea, Benzina | 1.799 cm³  | 104 kW (142 CV) | 174 N·m @4.300 giri/min | 148                  | 10,9                 | 210                 | -                    |
| 1.6 i-DTEC manuale    | da fine 2012  | 4 cilindri in linea, Diesel  | 1.597 cm³  | 88 kW (120 CV)  | 300 N·m @2.000 giri/min | 94                   | 10,2                 | 208                 | 27,8                 |
| 2.2 i-DTEC manuale    | dal debutto   | 4 cilindri in linea, Diesel  | 2.199 cm³  | 110 kW (150 CV) | 350 N·m @2.000 giri/min | 110                  | 8,5                  | 217                 | 24,4                 |
| 2.0 i-VTEC manuale    | da fine 2015  | 4 cilindri in linea, Benzina | 1.996 cm³  | 228 KW (310 CV) | 400 N·m @2.500 giri/min | 170                  | 5.7                  | 270                 | 13.7                 |

## Civic americana

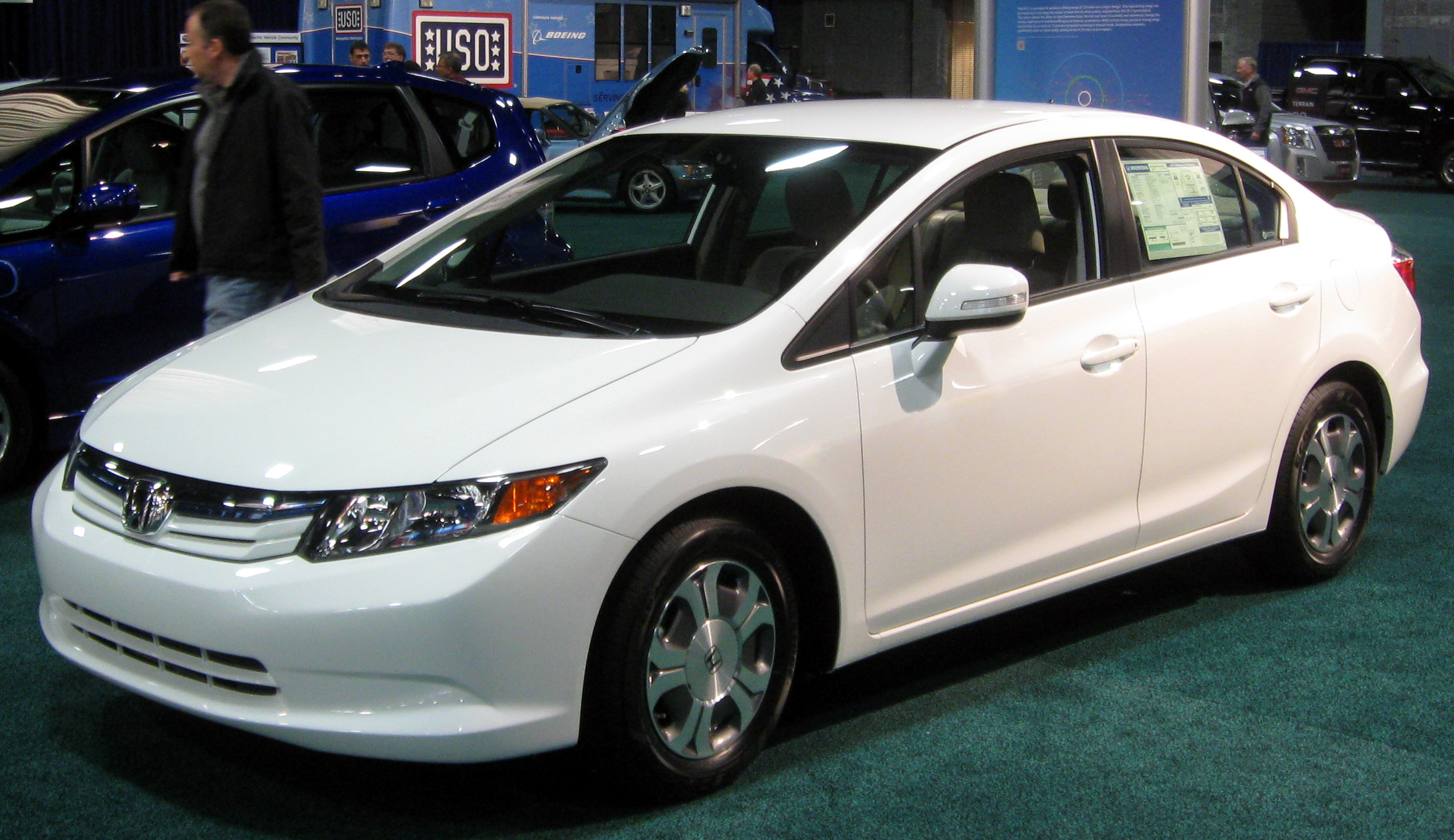
Honda Civic Hybrid

Il modello americano rappresenta la versione più importante della gamma Civic perché si avvicina agli standard e alle esigenze globali non solo in termini di meccanica ma anche in termini di design: la nona generazione infatti viene rilanciata proprio dal nuovo continente con il debutto in prima mondiale presso il salone di Detroit nel febbraio 2011. Gli ingegneri Honda hanno concepito il modello sotto il linguaggio stilistico "One Emotion" evolvendo lo stile della'ottava generazione per renderla più conforme ai nuovi standard. Inoltre il design "One Emotion" sottolinea proprio lo stile globale del modello destinato a essere commercializzato in numerosi paesi del mondo.
La casa giapponese a Detroit inizia la commercializzazione della Civic americana nella primavera 2011 puntando su due carrozzerie: la berlina 4 porte (Sedan) e la sportiva 2 porte coupé. Nella nuova Civic inoltre aumenta l'uso di acciaio ad alta resistenza che sale al 55% sulle versioni berlina e fino al 56% per le coupé (nella precedente generazione era per entrambe solo il 50%) inoltre ciò contribuisce a una riduzione del 7% dell'intero peso delle vetture. Il nuovo servosterzo elettrico è più leggero di 1,3 kg rispetto al precedente, il telaio ausiliario anteriore invece ha permesso di risparmiare fino a 1,7 kg, il serbatoio possiede pareti più sottili che permettono un calo di peso pari a 1,0 kg. Nuovi materiali più leggeri sono stati utilizzati per l'abitacolo che rispetto alla precedente serie possiede uno spazio interno maggiore soprattutto per gli occupanti posteriori.
La berlina viene introdotta oltre che nella classica versione con motore 1.8 I-VTEC benzina anche in due varianti ecologiche (la HF e la Hybrid) e nella sportiva Civic Si con motore 2.4 I-VTEC. La Civic HF (acronimo di High Fuel economy) è spinta da un motore 1.8 I-VTEC quattro cilindri da 140 cavalli in grado di percorrere 40 miglia per gallone (pari a circa 17 km/l) abbinato a un cambio automatico a 5 rapporti mentre la Hybrid è spinta dal motore 1.5 I-VTEC da 110 cavalli abbinato al cambio CVT, a un motore elettrico e a nuove batterie agli ioni di litio in grado di garantire un consumo medio pari a oltre 19 km/l. Entrambe le versioni possiedono aerodinamica migliorata per ridurre i consumi e dispositivo Honda Eco Assist. La Civic Si è spinta da un motore 2.4 I-VTEC erogante 201 cavalli con cambio manuale a 6 rapporti e assetto sportivo con estetica composta da paraurti e cerchi in lega specifici. 

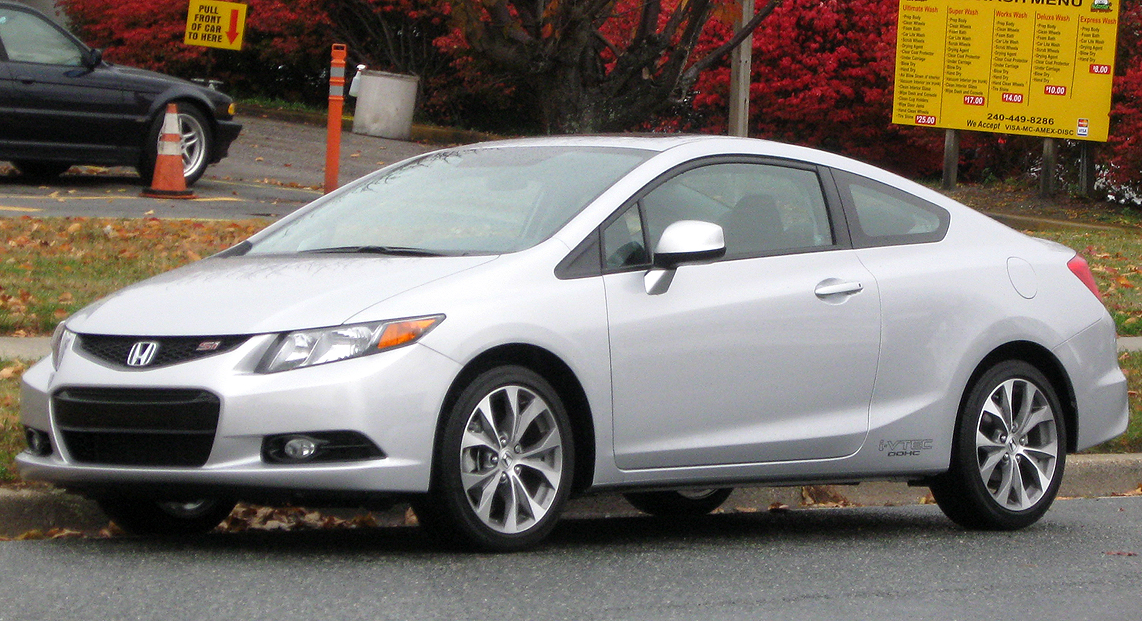
Honda Civic Si Coupé 2.4 I-VTEC

La Civic berlina 4 porte è lunga 4,504 metri, alta 1,435 metri e larga 1,755 metri. Il telaio è lo stesso della versione hatchback europea ma con passo allungato fino a 2,67 metri. Lo schema della sospensioni prevede un sistema MacPherson a ruote indipendenti all'avantreno e un sistema a ruote interconnesse con ponte torcente al retrotreno, simile a quello europeo ma rivisto per le esigenze delle strade americane con assetto più confortevole e meno rigido. Solo i modelli di punta Si dispongono del retrotreno a ruote indipendenti multilink, schema più raffinato che aumenta il comfort e la precisione di guida. La variante berlina Hybrid possiede un'altezza ridotta a 1,430 metri per via dell'assetto specifico e aerodinamica migliorata per agevolare i consumi.
La versione Coupé è lunga 4.472 metri, larga 1,755 metri e alta 1,397 metri. Possiede un passo di 2.620 metri (più lungo rispetto alla Civic europea ma più corto rispetto alla versione berlina), il telaio si basa sulla versione Sedan con le sospensioni tarate per una guida più sportiva e assetto irrigidito. Viene proposta in due varianti: Coupé tradizione con motore 1.8 I-VTEC benzina da 140 cavalli con cambio CVT e rapporti sequenziali a comandi al volante e Civic Si con motore 2.4 I-VTEC da 201 cavalli con cambio manuale 6 rapporti e differenziale a slittamento limitato.